# Major Indoor Lacrosse League sezon 1996
Sezon rozpoczął się 30 grudnia 1995 roku, a zakończył 12 kwietnia 1996 roku. W tym sezonie nie rozegrano All Star Game. W tym sezonie do ligi dołączył zespół Charlotte Cobras. Był to dziesiąty sezon zawodowej ligi lacrosse (licząc sezony EPBLL). Mistrzem sezonu została drużyna Buffalo Bandits.

## Wyniki sezonu
W – Wygrane, P – Przegrane, PRC – Liczba wygranych meczów w procentach, GZ – Gole zdobyte, GS – Gole stracone
| Kwalifikacja do playoffs |

| Drużyna               | W | P  | PRC   | GZ  | GS  |
| --------------------- | - | -- | ----- | --- | --- |
| Buffalo Bandits       | 8 | 2  | 0.800 | 172 | 127 |
| Philadelphia Wings    | 8 | 2  | 0.800 | 165 | 114 |
| Boston Blazers        | 6 | 4  | 0.600 | 146 | 113 |
| Rochester Knighthawks | 6 | 4  | 0.600 | 148 | 137 |
| Baltimore Thunder     | 4 | 6  | 0.400 | 144 | 163 |
| New York Saints       | 3 | 7  | 0.300 | 125 | 144 |
| Charlotte Cobras      | 0 | 10 | 0.000 | 85  | 186 |

### Playoffs
- Rochester Knighthawks 10 – Buffalo Bandits 18
- Boston Blazers 8 – Philadelphia Wings 10

### Finał
- Philadelphia Wings 10 – Buffalo Bandits 15

## Nagrody
| Nagroda                  | Zwycięzca     | Drużyna            |
| ------------------------ | ------------- | ------------------ |
| MVP sezonu               | Gary Gait     | Philadelphia Wings |
| Najlepszy debiutant roku | Darren Fridge | Boston Blazers     |
| MVP meczu finałowego     | Pat O’Toole   | Buffalo Bandits    |
| Najlepszy strzelec       | Gary Gait     | Philadelphia Wings |